# ÖFB-Cup 1999-2000
La ÖFB-Cup 1999-2000 è stata la 66ª edizione della coppa nazionale di calcio austriaca.

## Primo turno
| Squadra 1              | Risultato       | Squadra 2             |
| ---------------------- | --------------- | --------------------- |
| 30 luglio 1999         |                 |                       |
| Kottingbrunn           | 2 - 0           | Zwettl                |
| Bruck/Leitha           | ? - ? (3-4 dtr) | Simmering             |
| Himberg                | ? - ? (2-3 dtr) | Kremser SC            |
| Rohrbach               | 1 - 0           | Wiener Neudorf        |
| Schrems                | 12 - 0          | WGFM Donaufeld        |
| Oberwart               | 3 - 1           | Tulln                 |
| 31 luglio 1999         |                 |                       |
| Admira Landhaus        | 3 - 1           | Retz                  |
| Würmla                 | 7 - 0           | Güssinger SV          |
| Lichtenau              | 0 - 3           | Schwechat             |
| Union St. Peter/Au     | 2 - 3           | Stockerau             |
| Hundsheim              | 3 - 1           | Horn                  |
| Waidhofen/Ybbs         | 1 - 0           | Union Perg            |
| 1º agosto 1999         |                 |                       |
| Floridsdorfer          | 2 - 1           | Hirm                  |
| Kukmirn                | ? - ? (5-3 dtr) | Langenrohr            |
| Neudörfl               | 0 - 5           | Mattersburg           |
| Klingenbach            | 5 - 0           | Slovan HAC            |
| 6 agosto 1999          |                 |                       |
| Union Vöcklamarkt      | 1 - 0           | Union St. Florian     |
| LASK Amateure OÖ       | 2 - 4           | Eintracht Wels        |
| Hertha Wels            | 1 - 2           | Gmunden               |
| Anger                  | 3 - 0           | VOEST-ALPINE Kindberg |
| Hartberg               | 3 - 0           | Zeltweg               |
| 7 agosto 1999          |                 |                       |
| ESK Graz               | 2 - 1           | Rottenmann            |
| Voitsberg              | 5 - 1           | SAK Klagenfurt        |
| Hartberg/Umgebung      | 2 - 1           | Pöllau                |
| St. Veit               | 0 - 1           | Bad Bleiberg          |
| Rapid Lienz            | 0 - 1 (dts)     | Köflach               |
| Blau-Weiß Linz         | 1 - 4           | WSV-ATSV Ranshofen    |
| Wolfsberger            | 2 - 0           | Bleiburg              |
| Spittal/Drau           | 2 - 0           | Gratkorn              |
| ASKÖ Pasching          | 3 - 0           | ASKÖ Schwertberg      |
| 10 agosto 1999         |                 |                       |
| Austria Salisburgo II  | 1 - 0 (dts)     | Hallwang              |
| Anif                   | 0 - 3           | Ried II               |
| Salzburger AK          | 4 - 2           | Grieskirchen          |
| Lustenau 07            | 1 - 0           | Kufstein              |
| Tirol Innsbruck II     | 3 - 1           | Götzens               |
| Reichenau              | 5 - 2           | Jenbach/Achensee      |
| Kundl                  | ? - ? (4-5 dtr) | Seekirchen            |
| Puch                   | 2 - 4           | Donau Linz            |
| 11 agosto 1999         |                 |                       |
| Sturm Graz II          | 1 - 3           | St. Michael/Lav.      |
| Hard                   | 3 - 0           | Hall                  |
| Rheindorf Altach       | 3 - 0           | Austria Lustenau II   |
| 17 agosto 1999         |                 |                       |
| Austria Vienna II      | 3 - 2 (dts)     | Fortuna Vienna        |
| Flavia Solva           | 2 - 0 (dts)     | Kapfenberger          |
| 25 agosto 1999         |                 |                       |
| Polizei/Feuerwehr Wien | 4 - 1           | Rapid Vienna II       |

## Secondo turno
| Squadra 1              | Risultato       | Squadra 2                   |
| ---------------------- | --------------- | --------------------------- |
| 31 agosto 1999         |                 |                             |
| Waidhofen/Ybbs         | 0 - 3           | Austria Lustenau            |
| 8 settembre 1999       |                 |                             |
| Polizei/Feuerwehr Wien | 2 - 0           | Austria Vienna II           |
| 25 ottobre 1999        |                 |                             |
| Rohrbach               | 0 - 3           | Niederösterreich St. Pölten |
| Kremser SC             | 0 - 3           | Untersiebenbrunn            |
| 26 ottobre 1999        |                 |                             |
| Floridsdorfer          | 2 - 1           | Lustenau 07                 |
| Oberwart               | 3 - 2           | Hard                        |
| Reichenau              | 1 - 4           | WSG Swarovski Tirol         |
| Admira Landhaus        | 1 - 6           | Schwarz-Weiß Bregenz        |
| Salzburger AK          | ? - ? (4-5 dtr) | Hartberg                    |
| WSV-ATSV Ranshofen     | 1 - 1 (4-1 dtr) | Rapid Vienna                |
| ESK Graz               | 0 - 2           | Ried                        |
| Tirol Innsbruck II     | 1 - 2           | Kärnten                     |
| Rheindorf Altach       | 2 - 1           | Schrems                     |
| Bad Bleiberg           | 3 - 2           | Hundsheim                   |
| Gmunden                | 1 - 2           | Wörgl                       |
| Klingenbach            | 1 - 5           | Austria Salisburgo          |
| Köflach                | ? - ? (5-3 dtr) | Vorwärts Steyr              |
| Kukmirn                | ? - ? (6-7 dtr) | Simmering                   |
| Kottingbrunn           | 4 - 1           | St. Michael/Lav.            |
| Schwechat              | 0 - 7           | Tirol Innsbruck             |
| Hartberg/Umgebung      | 0 - 3           | ASKÖ Pasching               |
| Spittal/Drau           | 6 - 2 (dts)     | Mattersburg                 |
| Flavia Solva           | 0 - 2           | Admira Wacker M.            |
| Würmla                 | 0 - 3           | Austria Vienna              |
| Anger                  | 0 - 4           | Leoben                      |
| Union Vöcklamarkt      | 0 - 2           | LASK                        |
| Eintracht Wels         | 2 - 5           | Austria Salisburgo II       |
| Donau Linz             | 0 - 1           | First Vienna                |
| Stockerau              | 1 - 2           | Seekirchen                  |
| 27 ottobre 1999        |                 |                             |
| Ried II                | 1 - 2           | Braunau                     |
| 16 novembre 1999       |                 |                             |
| Wolfsberger            | 1 - 4           | Sturm Graz                  |
| 21 marzo 2000          |                 |                             |
| Voitsberg              | 1 - 3           | Grazer AK                   |

## Terzo turno
| Squadra 1              | Risultato       | Squadra 2                   |
| ---------------------- | --------------- | --------------------------- |
| 4 aprile 2000          |                 |                             |
| Austria Salisburgo II  | n.dispp.        | Niederösterreich St. Pölten |
| Simmering              | 2 - 1           | Ried                        |
| Bad Bleiberg           | 0 - 3           | Kärnten                     |
| Floridsdorfer          | 0 - 3           | First Vienna                |
| Rheindorf Altach       | 0 - 2           | Admira Wacker M.            |
| Seekirchen             | 0 - 4           | WSG Swarovski Tirol         |
| WSV-ATSV Ranshofen     | 0 - 3 (dts)     | LASK                        |
| Kottingbrunn           | 1 - 5           | Grazer AK                   |
| Köflach                | 0 - 3 (dts)     | Untersiebenbrunn            |
| ASKÖ Pasching          | 1 - 1 (5-4 dtr) | Sturm Graz                  |
| Spittal/Drau           | 0 - 2           | Austria Salisburgo          |
| Hartberg               | 0 - 1           | Austria Vienna              |
| Tirol Innsbruck        | 2 - 0           | Schwarz-Weiß Bregenz        |
| 5 aprile 2000          |                 |                             |
| Polizei/Feuerwehr Wien | 0 - 5           | Leoben                      |
| Braunau                | 4 - 2           | Austria Lustenau            |
| Oberwart               | 2 - 5           | Wörgl                       |

## Ottavi di finale
| Squadra 1             | Risultato       | Squadra 2           |
| --------------------- | --------------- | ------------------- |
| 11 aprile 2000        |                 |                     |
| Simmering             | 0 - 1           | Austria Salisburgo  |
| First Vienna          | 0 - 1           | Tirol Innsbruck     |
| Austria Salisburgo II | 1 - 3           | Admira Wacker M.    |
| ASKÖ Pasching         | 5 - 1           | WSG Swarovski Tirol |
| Leoben                | 3 - 1           | Kärnten             |
| Grazer AK             | 3 - 1           | Wörgl               |
| Braunau               | 1 - 1 (4-3 dtr) | Untersiebenbrunn    |
| Austria Vienna        | 1 - 0           | LASK                |

## Quarti di finale
| Squadra 1          | Risultato       | Squadra 2        |
| ------------------ | --------------- | ---------------- |
| 18 aprile 2000     |                 |                  |
| Austria Salisburgo | 5 - 0           | Admira Wacker M. |
| ASKÖ Pasching      | 2 - 0           | Tirol Innsbruck  |
| Austria Vienna     | 0 - 0 (5-3 dtr) | Leoben           |
| Grazer AK          | 2 - 1 (dts)     | Braunau          |

## Semifinale
| Squadra 1          | Risultato | Squadra 2      |
| ------------------ | --------- | -------------- |
| 2 maggio 2000      |           |                |
| ASKÖ Pasching      | 0 - 1     | Grazer AK      |
| Austria Salisburgo | 3 - 2     | Austria Vienna |

## Finale
| Squadra 1      | Risultato       | Squadra 2          |
| -------------- | --------------- | ------------------ |
| 16 maggio 2000 |                 |                    |
| Grazer AK      | 2 - 2 (4-3 dtr) | Austria Salisburgo |